# ماکوتو کاکگاوا
ماکوتو کاکگاوا (انگلیسی: Makoto Kakegawa؛ زادهٔ ۲۳ مهٔ ۱۹۷۳) بازیکن فوتبال اهل ژاپن است.
از باشگاه‌هایی که در آن بازی کرده‌است می‌توان به باشگاه فوتبال ویسل کوبه و باشگاه فوتبال شیمیزو اس-پالس اشاره کرد.